# Eruani Azibapu Godbless

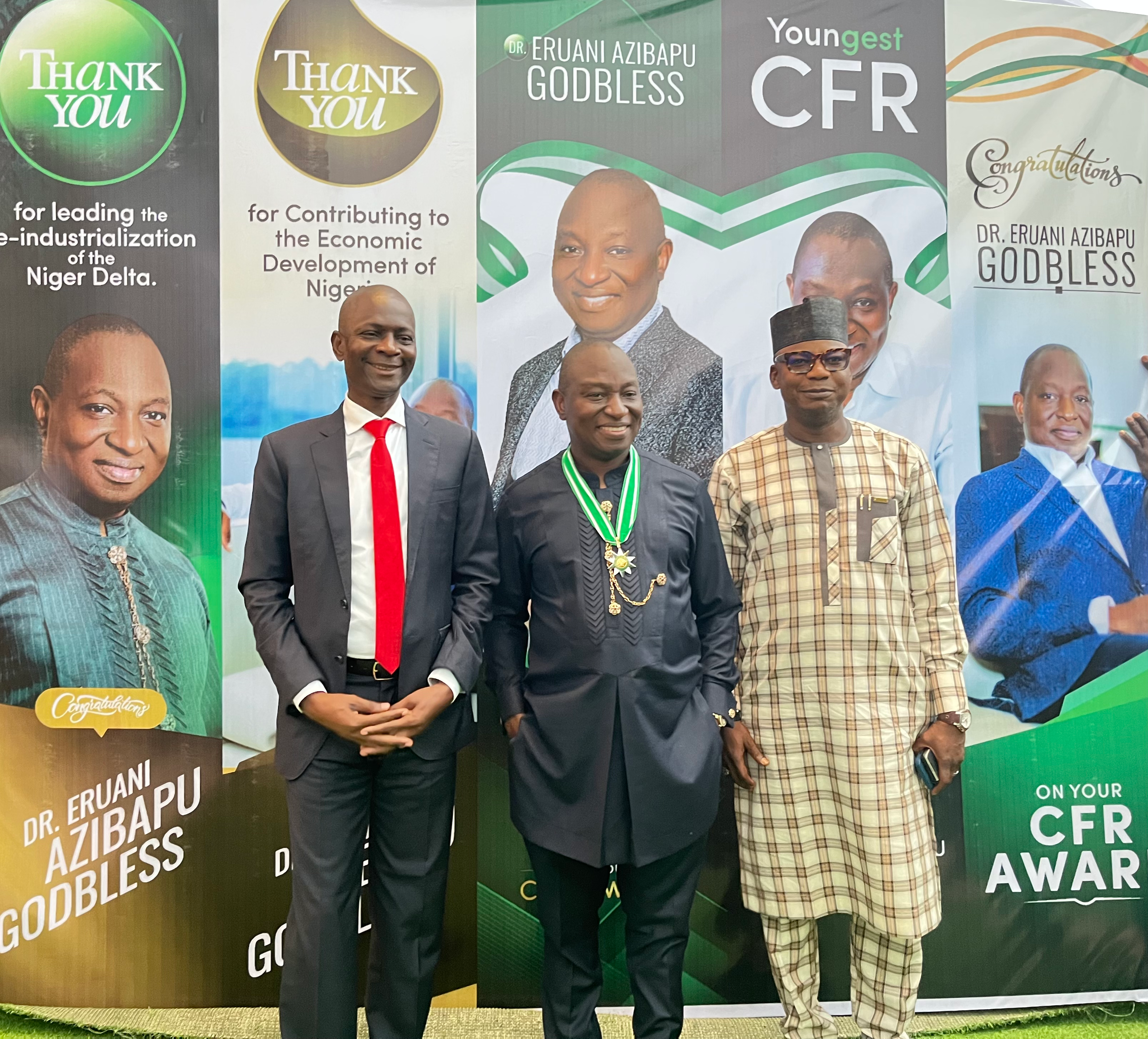
Eruani Azibapu Godbless (Mitte) bei der Verleihung des Ordens „Commander of the Order of the Federal Republic“ (CFR) (2022)

Eruani Azibapu Godbless (CFR) (* 25. Dezember 1973 in Epebu, Ogbia, Nigeria) ist ein nigerianischer Arzt, Industrieller im Bereich der Erdöl-Verarbeitung sowie Philanthrop.

## Kindheit und Ausbildung
Azibapu Eruani wurde am 25. Dezember 1973 im Dorf Epebu im Verwaltungsbezirk Ogbia im nigerianischen Bundesstaat Bayelsa geboren. Er entstammt der königlichen Familie von Chief Allwell Eruani, dem Obanema (traditionelles Oberhaupt) von Emadike und neunten Träger des Titels „Aguda“, sowie dessen Ehefrau Rachael Eruani. Seine Kindheit verbrachte Eruani in den Dörfern Epebu und Emadike, bevor er in die Millionenstadt Port Harcourt zog. Dort besuchte er die Kumoni Secondary School und lebte zeitweise bei seinem Onkel, Chief Obana Christopher Okori, der als Ingenieur tätig ist.
Eruani absolvierte ein Medizinstudium an der Universität von Port Harcourt. Im Anschluss spezialisierte er sich in Chirurgie und später in Allgemeinmedizin.
Mit dem Ziel, sich auch unternehmerisches Wissen anzueignen, durchlief Eruani das Owner Management Program (OMP) der Lagos Business School, das Senior Executive Program (SEP) an der London Business School sowie das Advance Management Program (AMP) an der Wharton Business School der University of Pennsylvania. Darüber hinaus erwarb er vertiefte Kenntnisse im Energie- und Erdölsektor durch die Teilnahme an mehreren Fachkursen in den USA und in Dubai, darunter Refinery and Petrochemicals bei PTS Inc USA, Effective Project Management for the Energy Project Professional und Energy Project Financing bei Powergen USA, den Global Customer Summit von GE in Crotonville (USA) sowie Understanding and Structuring Power Purchase Agreements bei INFOCUS Dubai.

## Medizinische Laufbahn
Als ausgebildeter Arzt begann Eruani seine medizinische Laufbahn in der Westend Clinic und im Ashford & Patrick Hospital. Im Anschluss trat Eruani als Amtsarzt im Gesundheitsministerium in den öffentlichen Dienst des Bundesstaates Bayelsa ein und setzte seine Karriere als Industriemediziner bei der Nigerian Agip Oil Company fort. Nach dieser Tätigkeit in der Öl- und Gasindustrie wurde er Chefarzt von Chief Melford Okilo, dem ersten zivilen Gouverneur des Bundesstaates Rivers.
Während der Amtszeit von Goodluck Ebele Jonathan als Gouverneur des Bundesstaates Bayelsa war Eruani dort Sonderberater für HIV/AIDS. Zusätzlich übernahm er die Funktion des Vorsitzenden des State Action Committee on AIDS (SACA). Er war außerdem Gesundheitsbeauftragter in diesem Bundesstaat.
Eruani ist Mitglied der American Academy of Family Physicians (AAFP), einer der größten und wichtigsten medizinischen Fachgesellschaften für Hausärzte (Familienmediziner) in den USA.

## Unternehmer und Philanthrop
Im Jahr 2008 gründete Eruani die Azikel Group als Reaktion auf den Bedarf an Arbeitsplatzschaffung, Vermögensaufbau, finanzieller Unabhängigkeit und wirtschaftlicher Nachhaltigkeit. Das Konglomerat vereint Unternehmen aus den Bereichen Baggerarbeiten, Erdölraffinerie, Energieerzeugung, Luftfahrt sowie Bau- und Ingenieurwesen. Die Azikel Group umfasst mehrere Tochtergesellschaften: Azikel Dredging, Azikel Air, Azikel Power und Azikel Petroleum.
Azikel Petroleum Ltd übernahm mit der Azikel Refinery, Nigerias erster privater Hydroskimming-Raffinerie, eine Vorreiterrolle. In Obunagha in der Yenagoa Local Government Area entstand 2024 mit der Azikel Modular Refinery die erste moderne Rohöl-Raffinerie des Bundesstaates Bayelsa. Bei seinem Antrittsbesuch im Raffineriekomplex im Oktober 2024 fand Gouverneur Senator Douye Diri anerkennende Worte für Azibapu Eruani, der mit der Gründung dieser Anlage Neuland betreten habe. Er betonte, dass die Raffinerie wesentlich zu den Industrialisierungsbemühungen des Staates beigetragen habe und den Zielen der Gründerväter entspreche.
Eruani besitzt eine Privatpilotenlizenz, die er in den USA erworben hat. Er ist Eigentümer von mindestens drei Privatflugzeugen, vom Hubschrauber bis zum Starrflügelflugzeug. Mit 36 Jahren erwarb er seinen ersten Privatjet, einen Hawker 800XP, und 2012 einen Hubschrauber des Typs Augusta Westland 109S Grand. Im Juli 2015 folgte ein weiteres neues Flugzeug mit größerer Reichweite, ein Gulfstream 450.
Als Teil seines Engagements für die Förderung der lokalen Jugend und zur Bekämpfung der Arbeitslosigkeit in der Region initiierte Eruani im Bundesstaat Bayelsa das Azikel Aviation Training Programme. Er ermöglichte 155 Jugendlichen, sich durch einen computerbasierten Auswahltest für ein gefördertes Luftfahrt-Ausbildungsprogramm in den USA zu qualifizieren.
Als CEO der Azikel Group spendete Eruani dem Bildungsentwicklungsfonds Bayelsa State Education Development Trust Fund (EDTF) zehn Millionen Naira, um die Bildungsentwicklung im Bundesstaat Bayelsa zu fördern. Er betonte seine unerschütterliche Leidenschaft für die Bildung und sicherte dem Fonds seine fortwährende Unterstützung zu.
Eruani ist außerdem Mitglied des Beirats der Förderstiftung University of Port Harcourt Foundation.

## Auszeichnungen und Ehrungen
Am 20. August 2018 erhielt Eruani im US-Konsulat in Lagos einen „Award of Excellence“. Diese Auszeichnung für geschäftliche Exzellenz, Innovation und internationale Partnerschaft wurde ihm vom US-Generalkonsul F. John Bray in Begleitung des US-Handelschefs Brent Omadhl überreicht. Das US-Konsulat würdigte Eruani insbesondere für die Leistungen und den Fortschritt der Azikel-Raffinerie, der ersten privaten Hydroskimming-Raffinerie in Nigeria, die eine Multiplikatorwirkung für die Wirtschaft des Landes entfalten und nachhaltigen Wohlstand schaffen solle.
Im Oktober 2022 wurde Eruani vom damaligen Präsidenten Muhammadu Buhari mit dem nigerianischen nationalen Verdienstorden Commander of the Order of the Federal Republic (CFR) geehrt. Er war der jüngste Empfänger in der Geschichte des Ordens.